# ファンタジア2000
『ファンタジア2000』（原題: Fantasia 2000）は、2000年（初公開は1999年12月17日）にディズニーが公開したアニメーション映画。

## 概要
1940年に製作された『ファンタジア』の続編。ウォルト・ディズニーの甥ロイ・エドワード・ディズニー製作総指揮、ジェームズ・レヴァイン指揮、シカゴ交響楽団演奏による。また、前作にはなかったピアノが新たに加わった。
通常映画の10倍のサイズのフィルムを使用するIMAXシアター向けに製作されたアニメーション作品であり、例えばベートーヴェンの交響曲第5番での画面を埋め尽くす黒三角の迫力など、IMAXの巨大スクリーンを存分に生かしたアニメーションが展開する。しかしそれがゆえDVDでその真価を知る事は難しい作品である。一部を除き、台詞は一切用いられていない。
アニメーションとしては冗長すぎるという前作への批判をうけてか、上映時間は75分と短くまとめられ、また各曲には明確なストーリーが加味されているので、子供にも理解しやすい間口の広い作品となっている（それは同時に旧『ファンタジア』のファンを多少ならず失望させることにもなった）。
日本では2000年1月1日より、全国4館のIMAXシアターで独占公開され、IMAX映画としては驚異的な興行記録を樹立した。

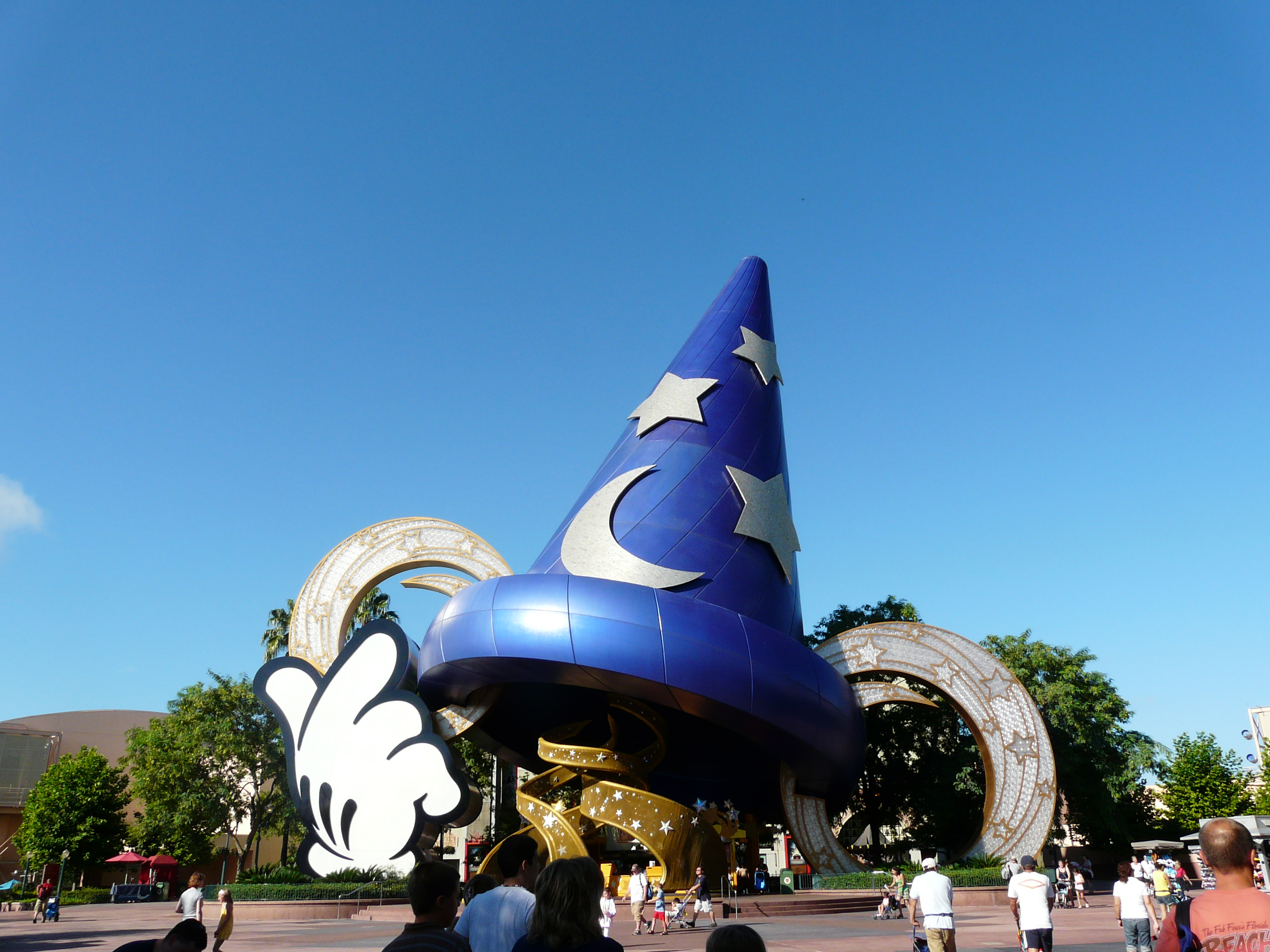
魔法使いの弟子をイメージしたディズニー・ハリウッド・スタジオのソーサラーズハット(2015年まで)

## 構成
- 1．交響曲第5番（ベートーヴェン）（2:54）
  - 『ファンタジア2000』の最初を飾る一曲。蝶のような形をした、ペア三角形の物体が善と悪の戦いを繰り広げる。
- 2. 交響詩「ローマの松」（レスピーギ）（10:14）
  - 「松」とは全く関係のない、海と空を舞うクジラの群れを描いた極地の情景である。
- 3．ラプソディ・イン・ブルー（ガーシュイン）（12:34）
  - ニューヨークのとある一日を描いた物語である。あわただしい人々はそれぞれ憂鬱をかかえているが、最後にささやかな幸福を掴む。この中にロイ・ディズニーも隠れている。
- 4. ピアノ協奏曲第2番～アレグロ（ショスタコーヴィチ）(7:26)
  - アンデルセンの童話「すずの兵隊」のアニメーションである。原作と比べ、違っている場所がいくつかある。（原作では兵隊が窓から落ちた理由は隙間風が吹いたからだが、こちらでは悪役のビックリ箱に積み木を投げつけられたからで、また原作との最大の違いは、ハッピーエンドで終わるところである。）
- 5. 動物の謝肉祭より「終曲」（サン＝サーンス）（1:57）
  - 「フラミンゴにヨーヨーを与えたらどうなるか？」という少し皮肉っぽいアニメーションである。
- 6. 魔法使いの弟子（デュカス）（9:17）
  - 『ファンタジア』の一篇をデジタルリマスター版で復活。
- 7．威風堂々第4番・第2番・第3番・第1番（エルガー）（6:22）
  - 旧約聖書の中のノアの方舟をもとにした物語。ドナルドダックが主役。預言者ノアに動物達を方舟に導くよう命じられたドナルドだが、愛するデイジーダックが船に乗り遅れたと思い込み…
- 8．火の鳥（ストラヴィンスキー）（9:13）
  - 自然の誕生、滅び、復活を描いた壮大な作品。火の鳥はここでは悪役として登場。

## キャスト
| キャラクター   | 原語版                         | 日本語吹替 |
| -------------- | ------------------------------ | ---------- |
|                | スティーヴ・マーティン         | 羽佐間道夫 |
|                | イツァーク・パールマン         | 有本欽隆   |
|                | クインシー・ジョーンズ         | 大平透     |
|                | ベット・ミドラー               | 小宮和枝   |
|                | ジェームズ・アール・ジョーンズ | 大和田伸也 |
|                | ペン・ジレット                 | 福田信昭   |
|                | テラー                         | -          |
|                | ジェームズ・レヴァイン         | 小林修     |
|                | アンジェラ・ランズベリー       | 福田公子   |
|                | レオポルド・ストコフスキー     | 松岡文雄   |
| ミッキーマウス | ウェイン・オルウィン           | 青柳隆志   |
| ドナルドダック | トニー・アンセルモ             | 山寺宏一   |
| デイジーダック | ルシー・テイラー               | 土井美加？ |
| ナレーション   | -                              | 田中信夫   |

## スタッフ
- 製作総指揮：ロイ・エドワード・ディズニー
- 製作：ドナルド・W・アーンスト
- 監督：ドン・ハーン
- アニメーション監督：ヘンデル・ブトイ（フランス語版）
- 演奏：シカゴ交響楽団、フィラデルフィア管弦楽団（魔法使いの弟子のみ）
- 指揮：ジェームズ・レヴァイン、レオポルド・ストコフスキー（魔法使いの弟子のみ）

## 編集箇所
旧作『ファンタジア』と同じく、楽曲に編集が加えられた箇所が多数ある。いくつかを挙げておく。

### 交響曲第5番「運命」
- 中間部を丸まるカット。よって長さも3分台になっている。

### 交響詩「ローマの松」
- 第2部「カタコンブ」のカット。
  - 第1部でのシンバルの位置変更、追加。
  - 第1部終了後の数小節の追加。
  - 第3部と第4部のアタッカ部分の変更。

### ラプソディ・イン・ブルー
- 数箇所のカット、短縮。
- シンバルの追加。

### ピアノ協奏曲第2番～アレグロ
- シンバルの追加（ネズミが飛び込むシーン）
- 休符の延長（魚に飲まれるシーン）
  - 8曲中、最も編集が少ない。

### 組曲「動物の謝肉祭」より「フィナーレ」
- オーケストレーションの拡大。

### 交響的スケルツォ「魔法使いの弟子」
- 『ファンタジア』参照。

### 行進曲「威風堂々」
- 曲の並べ替え。
  - 第4番中間部→第2番第2主題→第1番第1主題→第1番中間部→第3番第2主題→第3番中間部→第1番第2主題→第1番終結部
- 冒頭のホルンの追加。
- 第4番のチューブラー・ベルの追加。
- 第2番から第1番への移行部分の打楽器の追加。
- 第1番中間部の伴奏にシロフォン追加。
- 同じく、ピッコロとシロフォンによる鳥の声の模倣。
- 第3番でのピッコロ、フルートのトリルの追加。
- 第1番終結部での合唱追加。
- その他、シンバル・バスドラムの追加変更。

### 組曲「火の鳥」
- 曲の抜粋
  - 王女達のロンド→カスチェイの魔の踊り→子守唄→終曲
- 各曲の編集、短縮。